# ハーヴェイ・アトキン
エリオット・ハーヴェイ・アトキン (Elliot Harvey Atkin、1942年12月18日 - 2017年7月18日) は、カナダの声優。

## 出演作品

### アニメーション
- The Super Mario Bros. Super Show! - クッパ (1989年 - 1991年)
- サム&マックスの冒険 フリーランスポリス - (サム)
- ルビー・グルーム
- びっくりスケアリー
- 6ティーン

### テレビドラマ
- 女刑事キャグニー&レイシー
- LAW & ORDER:性犯罪特捜班
- SUITS/スーツ

### 映画
- ミートボール
- アトランティック・シティ
- 墓場の館
- キャノンボール3 新しき挑戦者たち
- ギルティ/罪深き罪
- ラブ&デス
- バーニーズ・バージョン ローマと共に